# زاربورغ
زاربورغ أو زَربُرغ (بالألمانية: Saarburg) هي بلدة ألمانية تقع في ألمانيا في راينلند بالاتينات. يقدر عدد سكانها بـ 6,242 نسمة .

## أعلام
- فريدريك لوتز